# Ron débloque
Pour plus de détails, voir Fiche technique et Distribution.
Ron débloque (Ron's Gone Wrong en version originale, litt. « Ron a mal tourné ») est un film d'animation américano-britannique réalisé par Sarah Smith et Jean-Philippe Vine, sorti en 2021.
Le film se situe dans un futur relativement proche. Les "B-bots" connectés numériquement sont devenus les amis des enfants, Ron débloque raconte l'histoire de Barney qui découvre que son nouveau B-bot, Ron, ne fonctionne jamais vraiment. Pendant leur voyage, Barney essaie d'impressionner Savannah, la fille qu'il aime.

## Synopsis
L’entreprise de technologie Bubble dévoile sa dernière création : le B-bot, créé par le PDG de Bubble, Marc Wydell, dans le but de se faire un copain robot conçu pour aider à se faire des amis grâce à l'algorithme. Dans la ville de Nonsuch, en Californie, le collégien Barney Pudowski est le seul enfant de sa classe à ne pas avoir de B-bot. Ses anciens amis d'enfance, Savannah Meades, Rich Belcher, Noah et Ava sont tous absorbés par leurs B-bots individuels. Le jour de l'anniversaire de Barney, son père, Graham, et sa grand-mère, Donka, se rendent compte qu'il n'a pas d'amis parce qu’il n’a pas de B-bot. Ils se rendent à la hâte dans un magasin Bubble, mais il ferme pour la journée, ce qui les amène à en acheter un légèrement endommagé auprès du livreur du magasin.
Barney reçoit le B-bot comme cadeau de fin d'anniversaire, mais en l'activant, il apprend rapidement qu'il est défectueux. Ne voulant pas contrarier son père, Barney décide de le ramener au magasin Bubble pour le faire réparer, mais finit par rencontrer Rich et ses amis qui raillent et essaient d'humilier Barney. Le B-bot commence à riposter car ses fonctions de sécurité ont été désactivées, lui et Barney s'enfuient joyeusement. Cependant, Rich a appelé la police et Ron doit être détruit pour que le problème soit résolu. Barney enseigne à Ron comment être un bon ami et, pendant qu'il traîne, tombe sur Savannah qui dit à Ron qu'il doit aider Barney à se faire des amis. Bien que Barney ait dit à Savannah de ne pas le faire, elle publie les actions de Ron en ligne, alertant Bubble. Le lendemain, Ron sort de la maison et essaie de trouver des "amis" pour Barney, amenant une série de personnes au hasard à l'école. Alors que Barney a des ennuis, Rich découvre la fonction déverrouillée de Ron et la télécharge, ce qui fait que tous les autres B-bots voient leurs fonctions de sécurité désactivées. Les B-bots se déchaînent et, en fin de compte, après que les B-Bots aient eu une mise à jour du patch, Savannah est publiquement humiliée.
Barney est expulsé de l'école et dit à Ron de partir, mais à son retour à la maison, il se rend compte que Ron était vraiment un ami et décide de s'enfuir avec lui lorsque les employés de Bubble viennent le chercher. Ils se heurtent brièvement à Savannah, toujours bouleversée par son incident, et lui disent qu'il se cache dans les bois pour empêcher que Ron ne soit broyé. Pendant ce temps, alors qu'Andrew met en garde Marc contre les ramifications du B-bot, Marc se faufile pour qu'il puisse rencontrer Ron tandis que Bubble utilise leurs ressources pour prendre le contrôle de tous les B-bots pour aller à la recherche de Ron et Barney dans les bois. En raison du froid et de l'asthme de Barney, il devient faible et Ron le ramène à la civilisation malgré sa batterie faible pour l’emmener juste à l'extérieur de l'école où Savannah, Rich, Noah et Ava se précipitent pour l'aider.
Barney est emmené à l'hôpital et récupère avant de rencontrer Marc qui a patché Ron, ce qui le rend comme tous les autres B-Bot. Barney exige que Marc accède au cloud pour obtenir la personnalité originale de Ron, mais Andrew a repris la société Bubble et a mis Marc en Lock-out. Grâce à un plan élaboré pour que Barney, Graham, Donka et Marc entrent dans le QG de Bubble, Barney parvient à se rendre dans la base de données Bubble, trouve les données originales de Ron par sa lumière et le télécharge dans son corps, le redonnant à son code d'origine. Voyant que Bubble a un accès direct au B-bot de tout le monde et se rendant compte que tout le monde est tout aussi seul que lui, Barney suggère de mettre à niveau tous les B-bots pour avoir les défauts de Ron. Cependant, cela signifie que Ron sera dispersé. Barney dit au revoir à Ron à contrecœur car sa programmation est diffusée à tout le monde, mélangeant l'algorithme d'amitié de Marc avec le code de Ron. Marc fait chanter Andrew pour qu'il rende son poste de PDG après l'avoir enregistré secrètement admettant que les B-bots espionnent leurs propriétaires à des fins lucratives et qu’il à aucune considération pour les B-bots et les enfants.
Trois mois plus tard, tout le monde a un B-bot défectueux, mais il est satisfait de leurs personnalités bizarres et sauvages. Barney (qui est maintenant autorisé à retourner à l'école) n'en a plus, mais il est devenu beaucoup plus sociable et s'est rapproché de ses anciens amis.

## Fiche technique
Sauf indication contraire, les informations mentionnées dans cette section peuvent être confirmées par la base de données cinématographiques IMDb,  présente dans la section « Liens externes ».
- Titre original : Ron's Gone Wrong
- Titre français : Ron débloque
- Titre québécois : Ron ne va plus
- Réalisation : Sarah Smith et Jean-Philippe Vine ; Octavio Rodriguez (co-réalisateur)
- Scénario : Peter Baynham (en) et Sarah Smith
- Direction artistique : Karen deJong et Till Nowak
- Décors : Nathan Crowley et Aurélien Predal
- Photographie : David Peers et Hailey White
- Montage : David Burrows, James Cooper et Sim Evan-Jones
- Musique : Henry Jackman
- Production : Lara Breay et Julie Lockhart
  - Déléguée : Peter Baynham, Elisabeth Murdoch et Sarah Smith
  - Associée : David Park
  - Exécutive : Matt Pomeroy
- Sociétés de production : TSG Entertainment ; Locksmith Animation ; 20th Century Animation (coproduction)
- Société de distribution : 20th Century Studios
- Pays de production :  États-Unis,  Royaume-Uni
- Langue originale : anglais
- Format : couleur — 2,35:1
- Genre : animation, aventure, comédie
- Durée : 106 minutes
- Dates de sortie :
  - Royaume-Uni : 9 octobre 2021 (première mondiale à Londres) ; 15 octobre 2021 (sortie nationale)
  - France : 20 octobre 2021
  - États-Unis, Canada : 22 octobre 2021

## Distribution

### Voix originales
- Zach Galifianakis : Ron
- Jack Dylan Grazer : Barney
- Ed Helms : Graham
- Olivia Colman : Donka
- Justice Smith : Marc
- Rob Delaney : Andrew
- Kylie Cantrall : Savannah
- Ricardo Hurtado : Rich
- Cullen McCarthy : Noah
- Ava Morse : Ava
- Marcus Scribner : Alex
- Thomas Barbusca : Jayden
- Megan Maczko : Mlle Thomas
- Ruby Wax : Mme Hartley
- Bentley Kalu : le policier
- Liam Payne

### Voix françaises
- Marc Arnaud : Ron
- Aloïs Agaësse-Mahieu : Barney Pudowski
- Arnaud Bedouët : Graham Pudowski
- Denise Metmer : Donka
- Emmanuel Garijo : Marc
- Guillaume Lebon : Andrew Morris
- Clara Quilichini : Savannah
- Oscar Douieb : Rich
- Camille Timmerman : Ava
- Tom Trouffier : Alex
- Laëtitia Coryn : Bree
- Barbara Tissier : Mlle Thomas
- Sophie Chenko : Mme Hartley
- Émilie Rault : le B-Bot de Savannah
- Melissa Berard : le B-Bot « Sally l'écureuil »
- Daniel Njo Lobé : le policier
- Melissa Berard : la journaliste

 Source et légende : version française (VF) sur RS Doublage et selon le carton du doublage français cinématographique.

### Voix québécoises
- Maël Davan-Soulas : Ron
- Philippe Vanasse-Paquet : Barney
- Alexandre Daneau : Graham
- Claudine Chatel : Donka
- Louis-Philippe Berthiaume : Marc
- Tristan Harvey : Andrew
- Alice Déry : Savannah
- Charles Sirard Blouin : Rich

## Production

### Développement
Le 12 octobre 2017, on annonce que le premier film Ron's Gone Wrong, de la société Locksmith Animation, est en développement. Alessandro Carloni et Jean-Phillipe Vine sont co-réalisateurs, et que Peter Baynham et Sarah Smith, la créatrice de Locksmith Animation écrirait le scénario. La DNEG en faisait partie, en tant que productrice numérique. Peter Baynham et Elisabeth Murdoch sont nommés producteurs délégués au même jour.
L'animation et le doublage sont réalisés à distance, en pleine pandémie de Covid-19,,.

### Musique
La musique du film est composée par Henry Jackman.
Le 19 août 2021, on annonce que Liam Payne a écrit une chanson originale Sunshine pour le film. La chanson est officiellement sortie le 27 août 2021.